# Claude Niépce
Ne doit pas être confondu avec Claude Félix Abel Niépce de Saint-Victor.
Pour les articles homonymes, voir Niépce (homonymie).
Claude Félix Abel Niépce, probablement né en 1763 à Chalon-sur-Saône, en France, et mort en 1828 à Kew, en Angleterre, est un inventeur français et le frère aîné de l'inventeur Nicéphore Niépce. Il partit en Angleterre pour trouver un soutien financier pour leur invention commune, le pyréolophore, un moteur à combustion interne. La renommée de son frère dans le développement de la photographie a éclipsé son rôle joué dans leurs travaux.

## Travaux
Les deux frères Niépce ont travaillé sur le pyréolophore et également sur le développement de la photographie. Napoléon Bonaparte leur accorde un brevet pour le moteur en 1807. Mais les conditions de vie dans la France du Premier Empire sont difficiles, les subsides et les investissements se font attendre et le brevet de dix ans expire. Soucieux de ne pas perdre le contrôle de l'invention, Claude se rend d'abord à Paris, puis à Londres afin de poursuivre le projet. Il reçoit un brevet du roi George III le 23 décembre 1817. Mais l'invention ne connaît pas de succès. Durant dix ans, Claude reste en Angleterre en s'installant à Kew. Son frère Nicéphore s'apercevra alors que Claude, atteint de troubles mentaux, a dilapidé la fortune familiale avec des inventions fictives.